# Shotacon

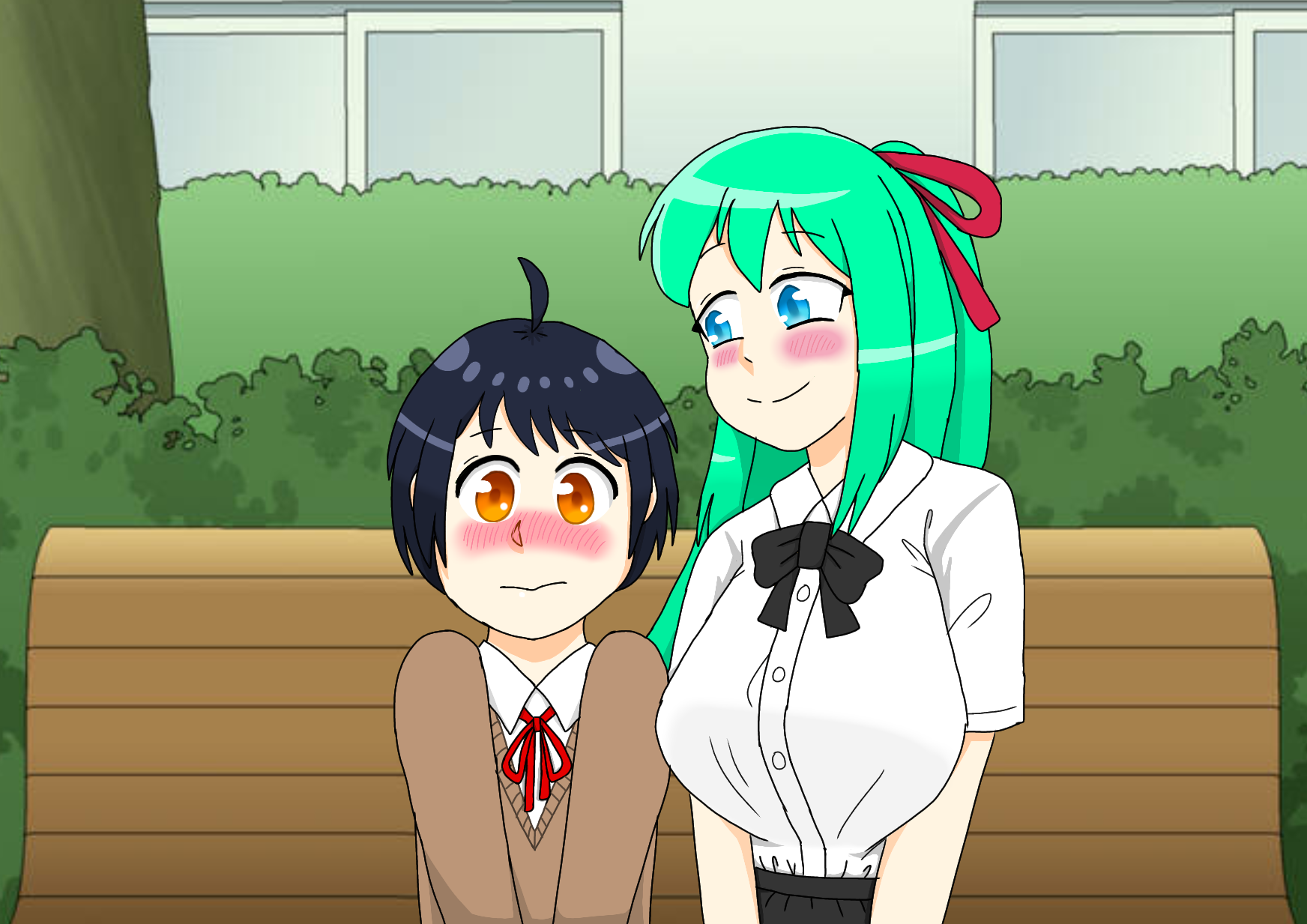

Au Japon, le mot shotacon (ショタコン, shotakon) désigne l'attirance d'un homme ou d'une femme pour un garçon jeune ou de petite taille. Ce mot est un terme de wasei-eigo (mot japonais formé au Japon à partir de termes d'origine anglaise, mais pouvant comme celui-ci comporter des termes d'origine japonaise) et a été construit par la contraction de Shōtarō (正太郎) et de complex, Shōtarō étant le nom générique de beaucoup de jeunes adolescents dans les animes, et notamment celui du héros de Tetsujin 28-gō.
Au Japon, le shotacon est plutôt un phénomène social. Il est traité dans de nombreux supports comme dans les romans, les nouvelles, les animes, les mangas, etc.

## Formes de représentation

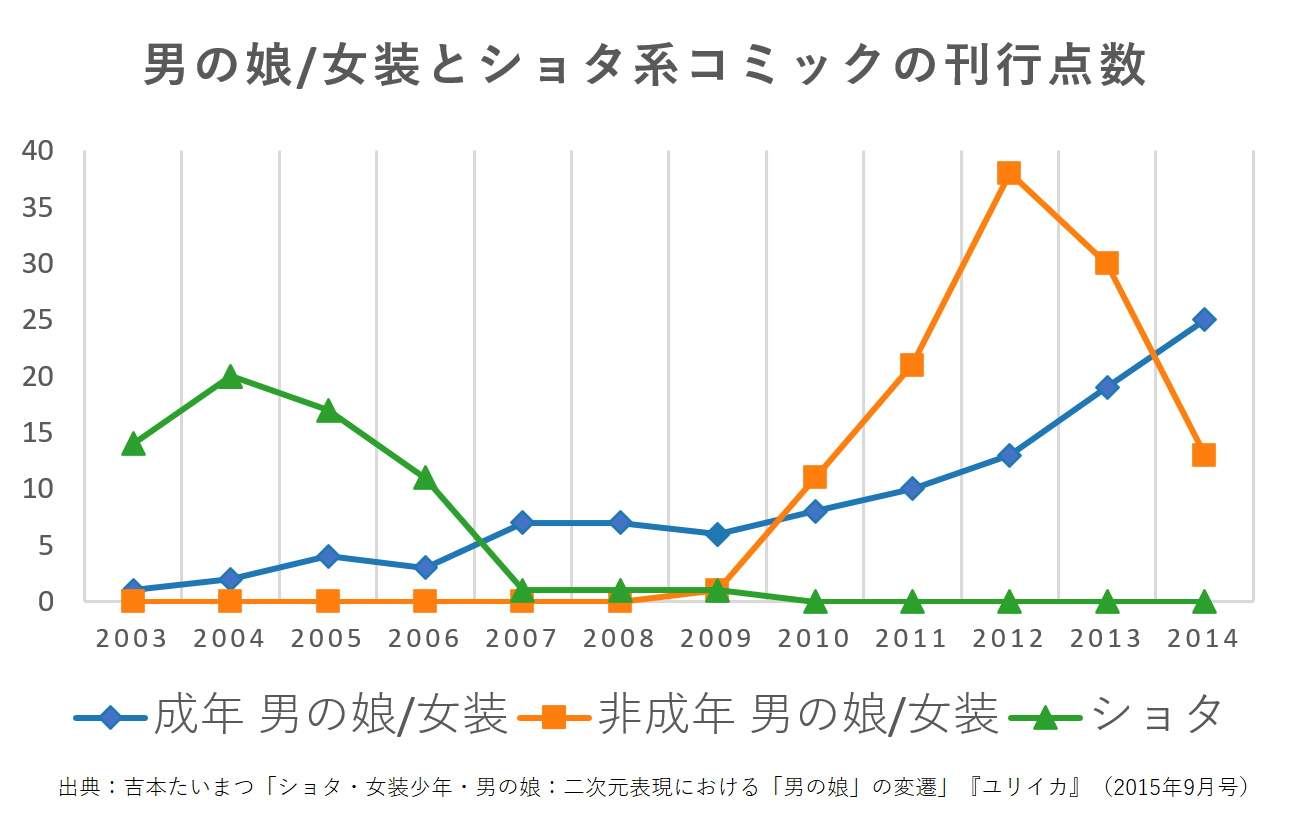
Graphique comparant l'évolution du nombre de publications de shotacon (en vert) et d'otokonoko (orange et bleu) au Japon au XXI. La chute en 2004 est liée à une révision de la.

Le shotacon, tout comme son homologue, le lolicon ou aussi loli, est une production artistique dont le contenu est généralement réservés aux adultes. Le shotacon n'est par contre pas obligatoirement pornographique et peut mettre en scène une relation sentimentale et/ou amoureuse sans qu'il y ait de sexualité. Une production est désignée par le terme shota dès qu'un personnage juvénile masculin est présenté dans un contexte sensuel ou sentimental.
Il existe deux principaux courants dans le shotacon :
- le Yaoi Shota, shota homosexuel, dans lequel les relations ont lieu entre un homme et un jeune garçon, mais aussi entre garçons ;
- le Straight Shota, shota hétérosexuel, dans lequel les relations ont lieu entre une femme adulte et un jeune garçon.

## Psychologie
La chercheuse japonaise Kazumi Nagaike dit que des fudanshi qui lisent des BDs shotacon s'identifient aux personnages uke enfantins. Elle explique que dans ce cas, c'est un fantasme de redevenir un enfant.

## Recherche
La sociologue étasunienne Casey Brienza, à la suite de la dépublication d'un article scientifique d'un doctorant sur le shotacon à cause d'un scandale au Royaume-Uni, dénonce une forme de censure morale de la recherche scientifique.

## Aspects législatifs, leshotaconet la pédopornographie
Lorsque le shotacon se manifeste dans des mangas ou les animes à caractère pornographique, il est condamné dans certains pays en tant qu'œuvre pédo-pornographique,. Comme pour toutes les œuvres dites « virtuelles », la pertinence de son interdiction pose un problème entre la liberté d'expression et la perversité d'une œuvre avant tout fictive. La Cour suprême des États-Unis a pointé du doigt ce problème en censurant l'interdiction de ce type d'œuvres en 2002.
En France, le shotacon dans les mangas ou les animes est condamné aux termes de l'article 227-23 du code pénal. Ce type d’œuvres figuratives a été sans ambiguïté condamné grâce à l'ajout en 1998 du terme représentation dans cet article. Même « le fait de consulter habituellement un service de communication au public en ligne […] ou de détenir […] la représentation d'un mineur […] [qui] présente un caractère pornographique », donc des shotacon, est puni de « deux ans d'emprisonnement et 30 000 euros d'amende ». Cependant aucune condamnation n'a été prononcée concernant un cas de possession ou de consultation de ce type d'image.
Au Canada, l'apparition de l'alinéa b) de l'article 163 (1) du code criminel en 2005 condamne désormais sans ambigüité les mangas et les animes de type shotacon . En effet, ce type d’œuvres correspond à une « histoire illustrée de crime » visée par cet article.
Le Japon, pays source des shotacon, a une législation différente des autres pays, car il interdit les shotacon avec de vrais enfants - par exemple dans des films - mais permet les shotacon lorsque les personnages sont fictifs. Plusieurs associations de protection de l'enfance s'élèvent contre de telles lois.